# Onthophagus kwaleensis
Onthophagus kwaleensis é uma espécie de inseto do género Onthophagus da família Scarabaeidae da ordem Coleoptera.

## História
Foi descrita cientificamente pela primeira vez no ano de 2002 por Moretto & Nicolas.